# Constitution yéménite de 1990
Pour les articles homonymes, voir Constitution du Yémen.
Constitution sud-yéménite de 1969
Constitution nord-yéménite de 1970 Mécanisme de la transition au Yémen
La Constitution yéménite de 1990 est la loi fondamentale du Yémen de 1990 à 2011.

## Histoire
Conformément à l'accord de Sanaa, une constitution unitaire est adoptée. Celle-ci instaure un Conseil présidentiel de cinq membres, élus le 22 mai 1990 lors d'une session commune du Conseil populaire suprême et du Conseil consultatif puis les membres du Conseil présidentiel ont élu un président et un vice-président pour un mandat de trente mois. Des élections législatives sont ainsi prévues pour novembre 1992, puis repoussées.
La constitution est définitivement adoptée par référendum en mai 1991.
Le 16 octobre 1993, peu après les élections législatives, un nouveau Conseil présidentiel permanent est élu pour un mandat de cinq ans.
Néanmoins, le Conseil présidentiel a été aboli en octobre 1994, après la fin de la guerre civile yéménite de 1994 et l'adoption d'une réforme constitutionnelle. Le pouvoir exécutif est alors représenté par un président de la République, assisté par son vice-président. Par ailleurs, un Conseil consultatif est également instauré.
Le 20 février 2001, des amendements constitutionnels renforçant les pouvoirs du Conseil consultatif et élargissant la durée du mandat présidentiel de cinq à sept ans sont adoptés par référendum.